# How Deep Is Your Love (chanson de Sean Paul)
Pour les articles homonymes, voir How Deep Is Your Love.
Singles de Sean Paul
Wine It Up
(2012) Touch the Sky
(2012)
Singles par Kelly Rowland
Summer Dreaming
(2012) Ice
(2012)
How Deep Is Your Love est une chanson de l'artiste jamaicain Sean Paul en collaboration avec l'artiste américaine Kelly Rowland sortie en 2012 sous le label Atlantic Records. 5e single extrait de son 5e album studio Tomahawk Technique (2012), la chanson est écrite par Mikkel S. Eriksen, Jason Henriques, Ester Dean et Sean Paul Henriques. How Deep Is Your Love est produit par l'équipe Stargate. Le clip vidéo sort le 4 octobre 2012.

## Liste des pistes
Téléchargement digital
1. How Deep Is Your Love (feat. Kelly Rowland) - 3:20

## Crédits et personnels
- Chanteurs : Sean Paul et Kelly Rowland
- Producteurs – Stargate
- Paroles : Mikkel S. Eriksen, Jason Henriques, Ester Dean, Sean Paul Henriques
- Label : Atlantic Records

## Performance dans les hit-parades
En février 2012, la chanson entre dans le classement suisse Swiss Singles Chart à la 72e place.

### Classement par pays
| Classement (2012)                         | Meilleure position |
| ----------------------------------------- | ------------------ |
| Suisse (Schweizer Hitparade)              | 72                 |
| États-Unis Billboard Reggae Digital Songs | 1                  |

## Historique de sortie
| Pays       | Date            | Format                 | Label            |
| ---------- | --------------- | ---------------------- | ---------------- |
| États-Unis | 24 juillet 2012 | Téléchargement digital | Atlantic Records |